# Heyuannia
Heyuannia ("[con vật] Hà Nguyên") là một chi khủng long trộm trứng (Oviraptoridae) sống vào kỷ Creta muộn ở Trung Quốc. Đây là loài Oviraptoridae đầu tiên được tìm thấy tại nước này, hầu hết những loài khác đã được tìm thấy ở nước láng giềng Mông Cổ.
Loài điển hình Heyuannia huangi được Lã Quân Xương (呂君昌, Lü Junchang) đặt tên và miêu tả năm 2002. Tên chi là nói tới thành phố Hà Nguyên. Tên loài là vinh danh Hoàng Đông (黃東, Huang Dong), giám đốc Bảo tàng Hà Nguyên. Tiêu bản mẫu (ký hiệu HYMV1-1), được phát hiện tại Quảng Đông gần Huangsha trong các lớp đá của thành hệ Đại Lãng Sơn. Nó bao gồm một bộ xương không toàn phần nhưng còn hộp sọ. Sáu bộ xương khác được coi là các tiêu bản cận chuẩn hay được coi là nhắc tới loài này. Nhiều hóa thạch khác cũng đã được tìm thấy, bao gồm một bộ có thể vẫn duy trì được các cơ quan sinh sản. Bên cạnh đó, nhiều nghìn quả trứng cũng được tìm thấy tại di chỉ này, một số trong chúng thuộc kiểu trứng của Theropoda và có thể là do Heyuannia đẻ.
Heyuannia là một loài khủng long trộm trứng cỡ vừa. Gregory S. Paul vào năm 2010 ước tính chiều dài của nó ở mức 1,5 mét, và cân nặng 20 kilôgam. Hộp sọ không răng của nó là tương đối ngắn với một cái mõm cong. Nó có chi trước và các ngón rất ngắn, và ngón cái của nó đã bị tiêu giảm.
Heyuannia được Lã Quân Xương gán vào họ Oviraptoridae năm 2002. Tuy nhiên, vị trí chính xác của nó trong nhóm này vẫn chưa chắc chắn. Các phân tích muộn hơn hoặc xếp nó trong phân họ Oviraptorinae hoặc trong phân họ Ingeniinae. Theo Lã Quân Xương thì hình thái học đai vai của Heyuannia hỗ trợ cho giả thuyết cho rằng Oviraptosauria là dạng "chim" không bay thứ cấp.